# Babalimnichus masamii
Babalimnichus masamii är en skalbaggsart som beskrevs av Satô 1994. Babalimnichus masamii ingår i släktet Babalimnichus och familjen lerstrandbaggar. Inga underarter finns listade i Catalogue of Life.